# Lovios (parroquia)
Lovios (llamada oficialmente San Miguel de Lobios) es una parroquia y un lugar del municipio español de Lovios, en la provincia de Orense, Galicia.

## Toponimia
La parroquia también es conocida por el nombre de San Miguel de Lovios.

## Organización territorial
La parroquia está formada por trece entidades de población, constando tres de ellas en el nomenclátor del Instituto Nacional de Estadística español:
- Lobios, que abarca los lugares de:
  - Barreal
  - Cimadevila
  - Cruces
  - Fábrica
  - Fondevila
  - O Outeiro
  - Pazos
  - Quintás
  - Rial
  - Zapateiros
- Ogos
- Ribas de Araúxo

## Demografía

### Parroquia
| Gráfica de evolución demográfica de Lovios (parroquia) entre 2000 y 2022 |
|                                                                          |
| Datos según el nomenclátor publicado por el INE.                         |

### Lugar
| Gráfica de evolución demográfica de Lobios (lugar) entre 2000 y 2022 |
|                                                                      |
| Datos según el nomenclátor publicado por el INE.                     |